# Měkčená zbraň

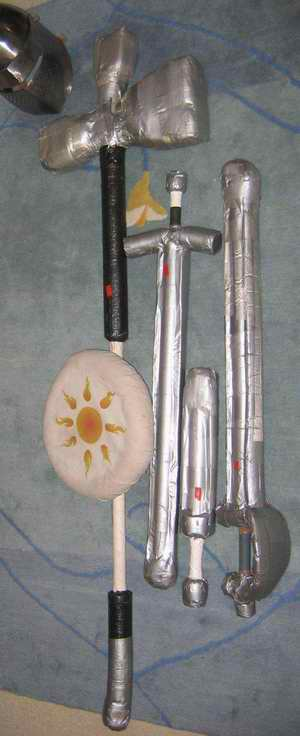
Různé měkčené zbraně

Měkčená zbraň je zbraň užívaná při larpovém boji. Na mnoha typech larpů se používají předměty, jejichž účelem při larpovém boji není použít je jako projektily, nýbrž držet je při útoku na druhého v ruce. Různé larpy, jejichž program zahrnuje i boj, mají různá pravidla o tom, z čeho smí být tyto zbraně vyrobené, jakou mají mít délku a jaké vlastnosti mají mít různé typy. Většinou se zbraně dělí na obouruční (obvykle sto a více centimetrů), jednoruční (běžně pod sto centimetrů) a dýky (většinou méně než čtyřicet centimetrů), ale pro řetězové zbraně, jako je řemdih, se většinou míry poněkud liší. Na různých larpech, kde se hráči dělí na povolání, mohou různá povolání používat různé typy zbraní, které mají výhody buď jenom v délce, a nebo i třeba ve vyšším (simulovaném) zranění při zásahu. Zároveň jsou zbraně často médiem pro množství schopností povolání.[zdroj?]

## Materiály

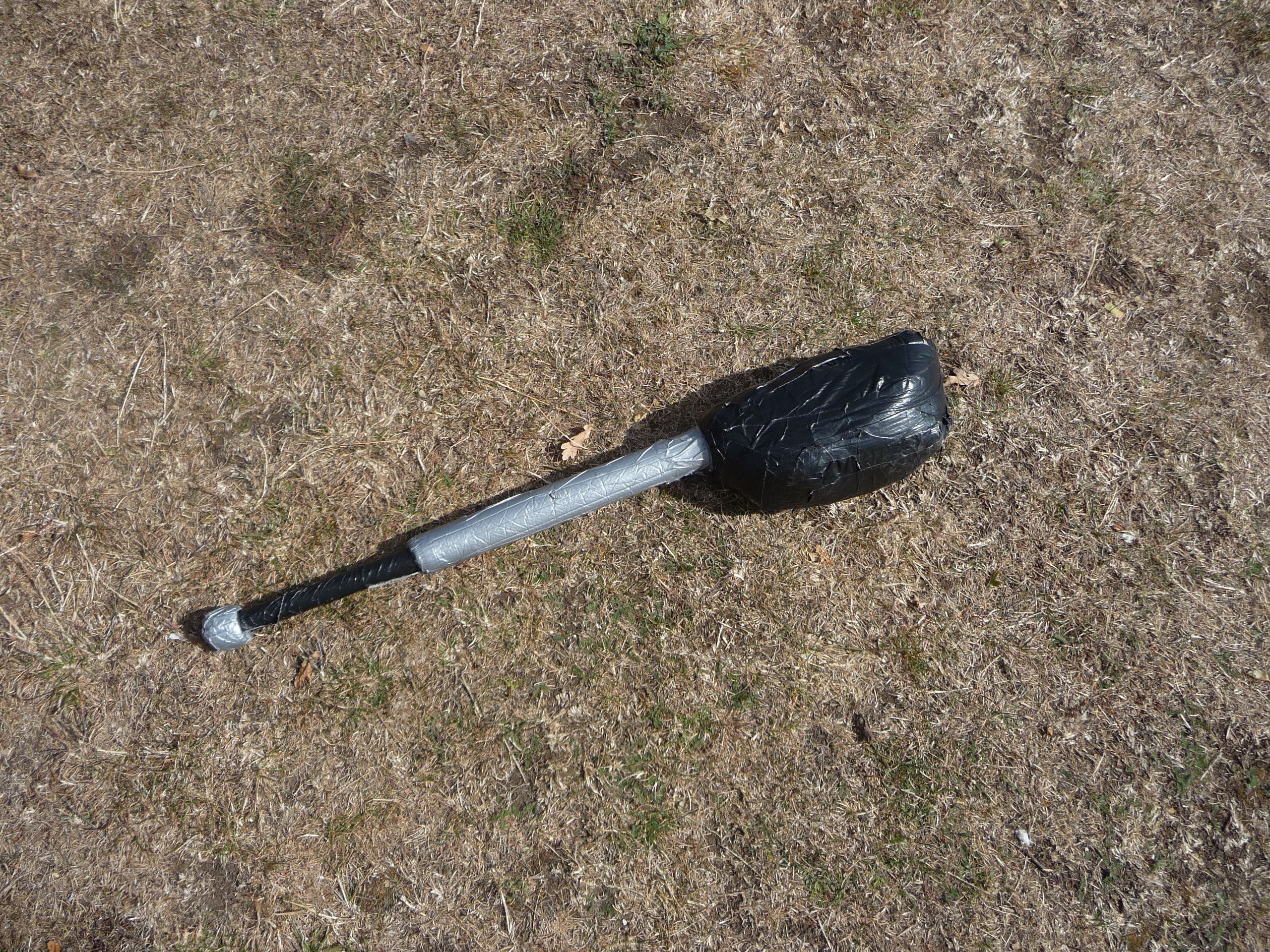
Jednoduchá larpová palice pro boj tváří v tvář, vytvořena z mirelonu, molitanu, úzké plastové trubky a lepenky power tape.

Na některých larpech (tzv. dřevárnách) se zbraně dělají celé ze dřeva, ale často je to zakázané a zbraň musí mít celou úderovou plochu měkčenou (např. mirelonem, karimatkou nebo molitanem), nebo nesmí mít ani dřevěný základ (pro noční bitvy) a ten se tak vyrábí z plastu, bambusu nebo jen čistě z jekoru. Zároveň však některé akce vyžadují, aby měly různé zbraně minimální váhu a bambus i plast bývají pro tento účel příliš lehké; bambus se navíc se při lomu štěpí na ostré třísky a na mnoha akcích je proto zakázán.[zdroj?]
Pro udržení součástí, ze kterých je zbraň vyrobena, pohromadě, se používá lepicí páska, většinou silná typu power tape nebo kobercová (ideálně podlepená chemoprénem). V případě celodřevěných zbraní to není třeba (i když i ty se pro jistotu omotávají páskou, aby z nich nelítaly při lomu třísky). Pokud má meč na dřevěném jádru meče záštitu, nikdy není připevněna tak, že by do jádra byla vyvrtána díra (zlomilo by se časem).
V zahraničí se používají hlavně latexové zbraně, které nelze doma vyrobit, stojí dost peněz a pro účely českých dřeváren nemají dostatečnou výdrž (dřevěné zbraně je ničí). Nováčci by se neměli nechat zmást krásou těchto zbraní (bývají hezčí, než 95 % zbraní užívaných v bitvách), a raději si zbraně vyrobit sami podle návodů na internetu nebo se obrátit na české výrobce těchto zbraní.

## Typy
- Meče – lze vytvořit libovolně dlouhé, mohou mít záštitu anebo nemusí, mohou být stylizované jako rovné meče, obrovské meče některých epických fantasy, samurajské zbraně, různé šavle, kordy a další. Jsou poměrně běžnou zbraní používanou na bojových larpech, přestože někteří lidé je neužívají jen kvůli jejich oblíbenosti (průměrně pět z šesti fantasy hrdinů mají jako hlavní zbraň meč).
- Sekery – mají libovolnou délku, ostrého dojmu se navozuje placatostí úderové plochy ze strany. Dají se vytvořit dvousečné nebo jednosečné sekery. Pokud na ni přidáte bodec a hák, můžete dosáhnout zajímavého vzezření halapartny.
- Kladiva – jsou stejná jako sekery, ale úderová plocha se zplošťuje zepředu, mohou to být běžná oboustranná nebo skutečná kladiva s bodcem na druhé straně.
- Palice a palcáty – jako kladiva, úderovou plochu lze vytvořit libovolně, např. navodit dojem listů nebo bodců na palcátu modelováním měkčení a lepenky.
- Řetězové – hlavně řemdih – musí být v každé míře o něco kratší (s maximálně nataženým „řetězem“) než ostatní. Lze použít různé provazy s koulí (viz palice a palcáty) nebo třeba srpovou čepelí na konci. Do této kategorie se řadí i cep, který však většinou nemá žádné omezení a funguje jen jako palcát, kterému se houpe úderová plocha. Na řemdih lze udělat více „řetězů“ s hlavicemi, ve středověku byla tato zbraň nazývána „biják“. Kovové kruhy, měl každý řetěz na konci kovové kruhy, lze vytvořit i z měkčených materiálů.
- Kopí – jelikož na larpech se v drtivé většině případů nesmí bodat, lze na nich udělat dlouhou čepel (kopí je potom zváno kůsa, japonská zbraň na stejný způsob naginata) a užívat je jako sečné. Zároveň lze udělat kopí typu trojzubce nebo halapartny.
- Ostatní – lze formovat čepel například jako srp, nebo kosu, či jiným způsobem.